# دهه ۴۳۰ (میلادی)

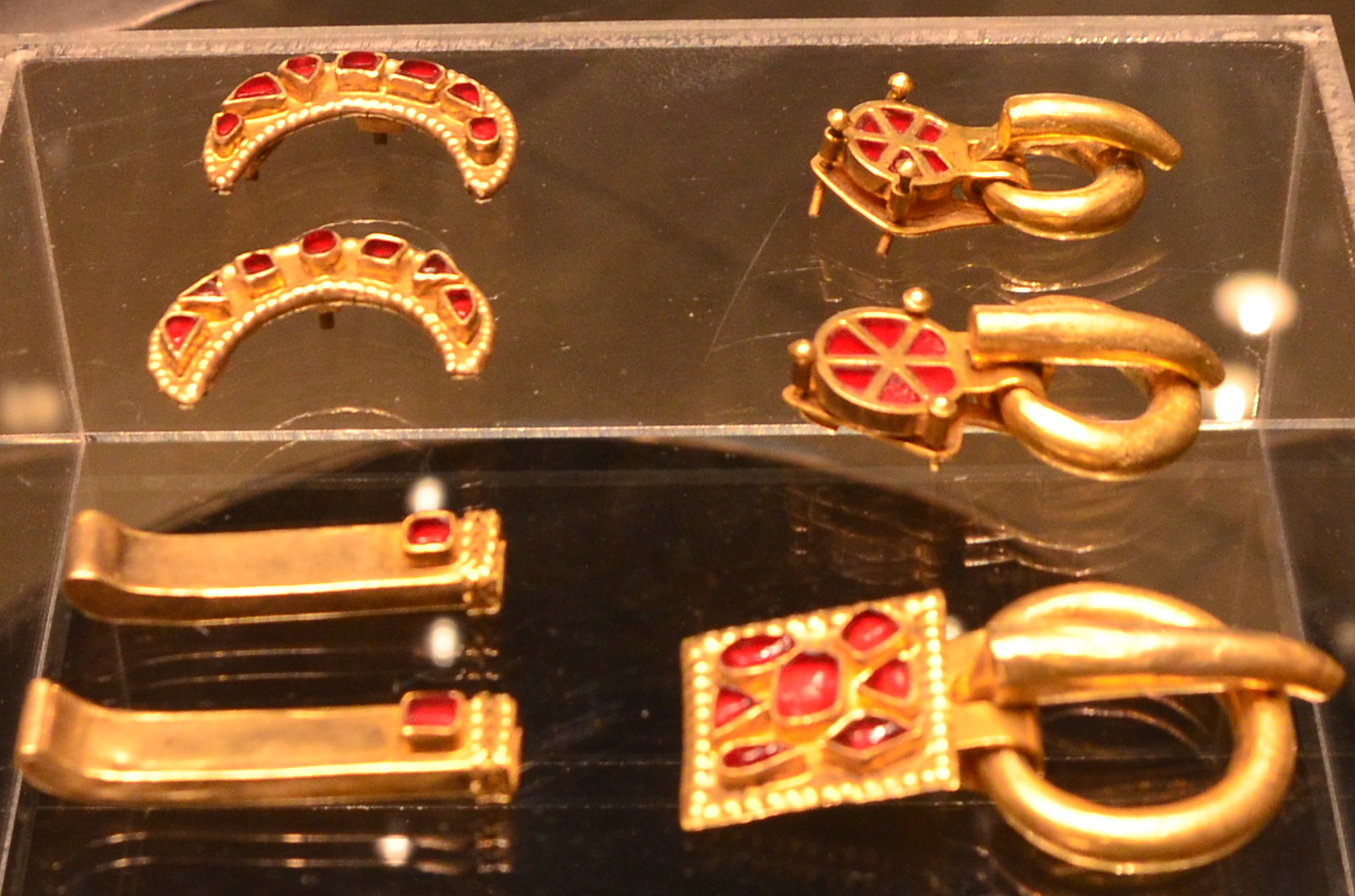
انتهای سگک و بند کفش شاهزاده Jakuszowice (مربوط به دهه ۴۳۰ میلادی)

دهه ۴۳۰ (میلادی) دهه چهل و سوم تقویم میلادی است.

## درگذشتگان
‎